# Apristurus platyrhynchus
Apristurus platyrhynchus е вид пилозъба акула от семейство Scyliorhinidae.

## Разпространение и местообитание
Видът е разпространен в Бруней, Индонезия (Калимантан), Китай, Малайзия (Сабах и Саравак), Филипини и Япония.
Среща се на дълбочина от 315 до 759 m.

## Описание
На дължина достигат до 63 cm.